# 空気圧装置組立て技能士
空気圧装置組立て技能士（くうきあつそうちくみたてぎのうし）とは、国家資格である技能検定制度の一種で、都道府県職業能力開発協会（問題作成等は中央職業能力開発協会）が実施する、空気圧装置組立てに関する学科及び実技試験に合格した者をいう。

## 概要
空気圧装置組立てに関する技能を認定する国家資格であり、名称独占資格である。
等級には、1級及び2級があり、それぞれ上級技能者、中級技能者が通常有すべき技能の程度と位置づけられている。

## 実技作業試験内容（空気圧装置組立て作業）
- 1級
  - 要素試験：空気圧シリンダの判定、検出器(センサ)の判定、減圧弁の分解と故障箇所の判定等について行う。試験時間＝45分
  - ペーパーテスト：空気圧回路図の読図、装置の調整及び保守点検方法、空気圧装置に関する計算等について行う。試験時間＝2時間
- 2級
  - 要素試験：検出器(センサ)の判定、減圧弁の分解と故障箇所の判定等について行う。試験時間＝45分
  - ペーパーテスト：簡単な空気圧回路図の読図及び作成、装置の調整及び保守点検方法、空気圧装置に関する計算等について行う。試験時間＝2時間

## 取得後の称号
技能検定に合格すると等級に応じて技能士の称号が付与される。なお、名刺やホームページなどに資格を表記する際には「1級空気圧装置組立て技能士」、「2級空気圧装置組立て技能士」のように等級を明示する必要がある。等級の非表示、等級表示位置の誤り、職種名の省略表示などは不可である。
なお職業能力開発促進法により、空気圧装置組立て技能士資格を持っていないものが空気圧装置組立て技能士と称することは禁じられている。